# Gare de Rouffach
La gare de Rouffach est une gare ferroviaire française de la ligne de Strasbourg-Ville à Saint-Louis, située sur le territoire de la commune de Rouffach dans le département du Haut-Rhin en région Grand Est.
Elle est mise en service en 1841 par la Compagnie du chemin de fer de Strasbourg à Bâle. C'est une halte voyageurs de la Société nationale des chemins de fer français (SNCF) du réseau TER Grand Est, desservie par des trains express régionaux.

## Situation ferroviaire
Établie à 206 mètres d'altitude, la gare de Rouffach est située au point kilométrique (PK) 78,765 de la ligne de Strasbourg-Ville à Saint-Louis, entre les gares de Herrlisheim-près-Colmar et de Merxheim.

## Histoire
La « station de Rouffach » est mise en service le 15 août 1841 par la Compagnie du chemin de fer de Strasbourg à Bâle, lorsqu'elle ouvre à l'exploitation la section de Colmar à Mulhouse. Elle est établie sur le territoire du ban communal de Rouffach, petite ville qui compte 3 349 habitants. Un omnibus attend les voyageurs pour Soultzmatt.
Du 15 août 1841 au 31 mai 1842 la station de Rouffach délivre des billets à 15 078 voyageurs pour une recette de 18 843,45 francs, auquel s'ajoute 685,15 francs pour le service des bagages et marchandises.
L'actuel bâtiment voyageurs de la gare de Rouffach, construit au milieu des années 1980, est d'une architecture similaire à ceux des gares de Bollwiller et Kogenheim.
En 2009, la gare est rénovée pour un coût de 655 000 euros, ces travaux ont été nécessaires du fait d'une desserte de 25 aller-retour quotidien et une fréquentation de 359 clients/jour. Ces améliorations ont notamment consisté à créer deux parking de 22 et 49 places pour les véhicules et deux abris de 18 et 9 places pour les vélos (de part et d'autre des voies), à remplacer le mobilier de quai et à y ajouter des tableaux lumineux, de réaménager le parvis avec la création d'un arrêt pour les autocars. Cette modernisation des installations de la gare est inaugurée le 24 octobre 2009.
Le poste d'aiguillage de Rouffach est automatisé en 2015 dans le cadre de la mise en service de la « télécommande de la plaine d'Alsace ».

## Fréquentation
De 2015 à 2024, selon les estimations de la SNCF, la fréquentation annuelle de la gare s'élève aux nombres indiqués dans le tableau ci-dessous.
| Année                      | 2015    | 2016    | 2017    | 2018    | 2019    | 2020    | 2021    | 2022    | 2023    | 2024    |
| -------------------------- | ------- | ------- | ------- | ------- | ------- | ------- | ------- | ------- | ------- | ------- |
| Voyageurs                  | 182 304 | 185 281 | 198 871 | 194 040 | 208 277 | 156 200 | 182 401 | 238 593 | 317 532 | 316 012 |
| Voyageurs et non voyageurs | 227 881 | 231 601 | 248 589 | 242 550 | 260 347 | 195 250 | 228 001 | 298 242 | 396 915 | 395 015 |

## Service des voyageurs

### Accueil
Halte SNCF, c'est un point d'arrêt non géré (PANG) à accès libre. Elle est équipée de deux quais avec abris et panneaux lumineux.

### Desserte
Rouffach est une halte voyageurs SNCF du réseau TER Grand Est desservie par des trains express régionaux des relations : Mulhouse-Ville - Colmar, ou Strasbourg, et occasionnellement (en heures creuses: en semaine tôt le matin et les dimanches & jours fériés) par les trains du service TER 200 (service de Strasbourg - Mulhouse-Ville).

### Intermodalité
Elle dispose de deux garages à vélos (un côté Est, l'autre côté Ouest) sécurisés au moyen de codes et de cartes magnétiques distribués à ceux qui en font la demande. Un parking est aménagé côté Est d'une capacité d'une trentaine de places.